# WKS Śląsk Wrocław
A Śląsk Wrocław egy labdarúgócsapat Wrocławban, Lengyelországban. A csapatot 1947-ben alapították, színei: zöld, fehér és piros. Jelenleg a lengyel labdarúgó-bajnokság első osztályában szerepel.

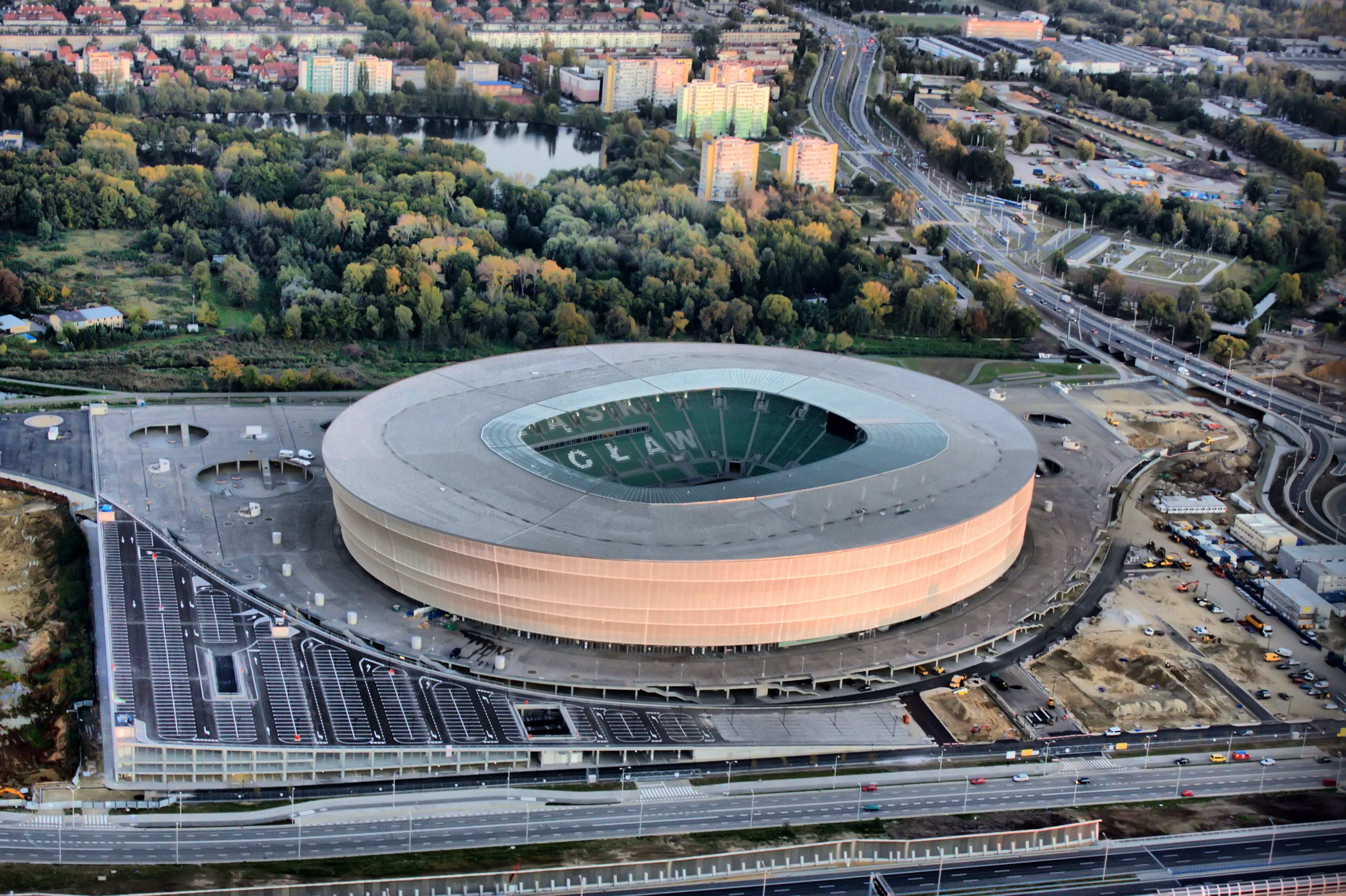
Városi Stadion

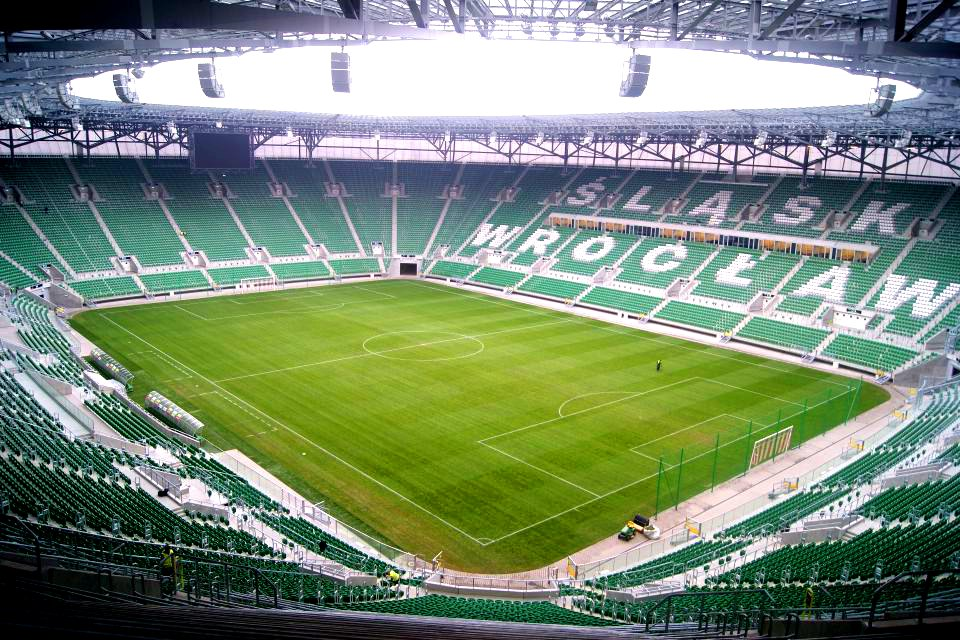
Városi Stadion

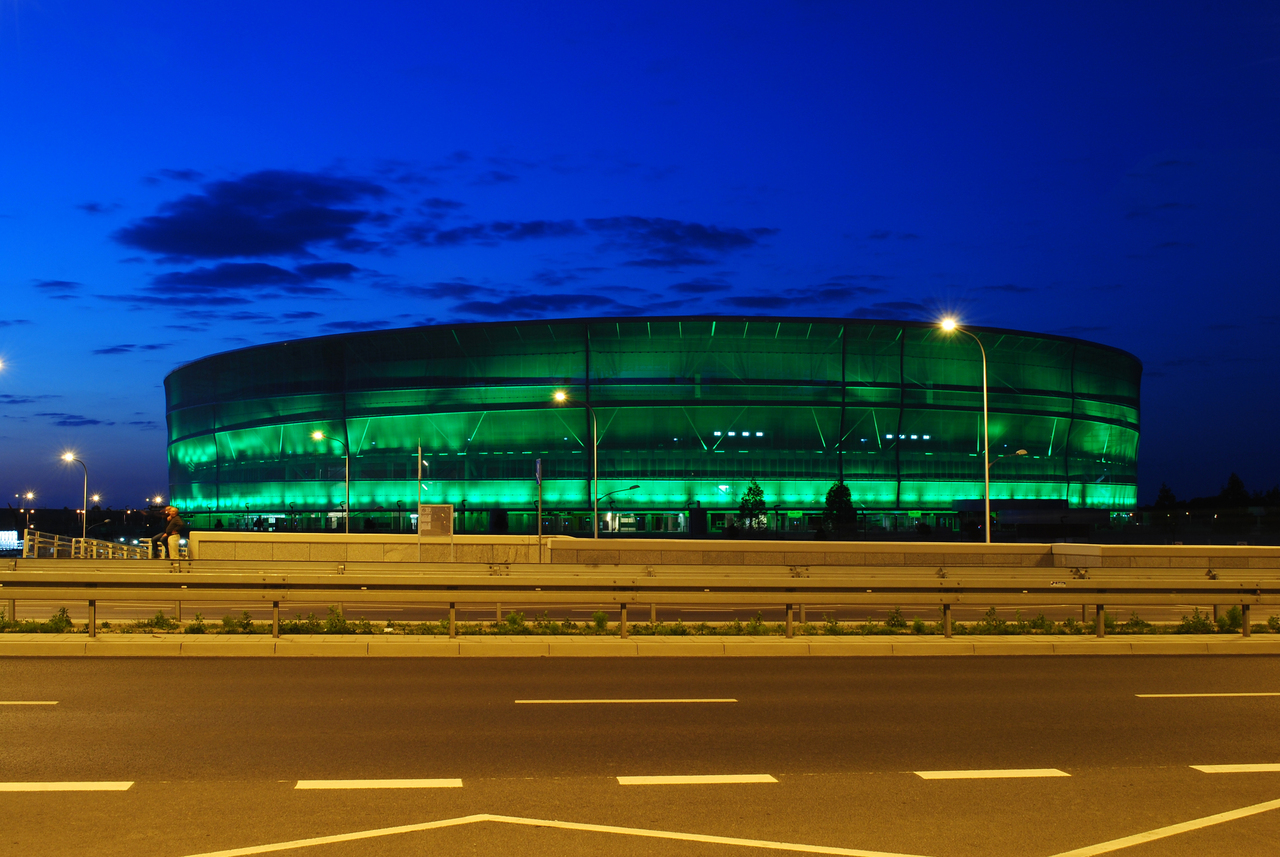
Városi Stadion

## Története
A klubot 1947-ben alapították Pionier Wrocław néven, majd a későbbiekben sokszor változott a neve. 1977-ben története során először megszerezte a bajnoki címet. A lengyel kupát 1976-ban illetve 1987-ben, míg a lengyel szuperkupát szintén 1987-ben és 2012-ben elhódítania. 25 évvel első bajnoki címe után a klub 2012-ben izgalmas hajrát követően megszerezte második bajnoki címét is.

## Stadion
Hazai mérkőzéseit a 2011. szeptember 10-én átadott Városi Stadion-ban (Stadion Miejski) játssza, ami 42,771 néző befogadására alkalmas. A stadion egyike a 2012-es Európa-bajnokság helyszíneinek és az Ekstraklasa mezőnyében az első, míg Lengyelország harmadik legnagyobb stadionja.

## Sikerek
Ekstraklasa
- Bajnok (2): 1976–77, 2011–12
- Ezüstérmes (3): 1977–78, 1981–82, 2010–11

Lengyel Kupa
- Győztes (2): 1975–76, 1986–87

Lengyel Szuperkupa
- Győztes (2): 1987, 2012

## A Śląsk Wrocław európai kupákban való szereplése
| Szezon  | Kiírás      | Forduló         | Ellenfél                 | Eredmény         |
| ------- | ----------- | --------------- | ------------------------ | ---------------- |
| 1975/76 | UEFA-kupa   | 1. forduló      | GAIS                     | 1–2 (I), 4–2 (H) |
| 1975/76 | UEFA-kupa   | 2. forduló      | Royal Antwerp            | 1–1 (H), 2–1 (I) |
| 1975/76 | UEFA-kupa   | 3. forduló      | Liverpool                | 1–2 (H), 0–3 (I) |
| 1976/77 | KEK         | 1. forduló      | Floriana                 | 4–1 (I), 2–0 (H) |
| 1976/77 | KEK         | 2. forduló      | Bohemians                | 3–0 (H), 1–0 (I) |
| 1976/77 | KEK         | Negyeddöntő     | Napoli                   | 0–0 (H), 0–2 (I) |
| 1977/78 | BEK         | 1. forduló      | Levszki-Szpartak         | 0–3 (I), 2–2 (H) |
| 1978/79 | UEFA-kupa   | 1. forduló      | Pezoporikos Larnaca      | 2–2 (I), 5–1 (H) |
| 1978/79 | UEFA-kupa   | 2. forduló      | ÍBV                      | 2–0 (I), 2–1 (H) |
| 1978/79 | UEFA-kupa   | Third round     | Borussia Mönchengladbach | 1–1 (I), 2–4 (H) |
| 1980/81 | UEFA-kupa   | 1. forduló      | Dundee United            | 0–0 (H), 2–7 (I) |
| 1982/83 | UEFA-kupa   | 1. forduló      | Dinamo Moszkva           | 2–2 (H), 1–0 (I) |
| 1982/83 | UEFA-kupa   | 2. forduló      | Servette                 | 0–2 (H), 1–5 (I) |
| 1987/88 | KEK         | 1. forduló      | Real Sociedad            | 0–0 (I), 0–2 (H) |
| 2011/12 | Európa-liga | 2. selejtezőkör | Dundee United            | 1–0 (H), 2–3 (I) |
| 2011/12 | Európa-liga | 3. selejtezőkör | Lokomotiv Sofia          | 0–0 (H), 0–0 (I) |
| 2011/12 | Európa-liga | Rájátszás       | Rapid Bucureşti          | 1–3 (H), 1–1 (I) |

### A klub elnevezései
Az 1947-es klubalapítást követően több alkalommal változott a klub elnevezése
- 1947 – Pionier Wrocław
- 1949 – Legia Wrocław
- 1950 – Centralny Wojskowy Klub Sportowy Wrocław
- 1951 – Okręgowy Wojskowy Klub Sportowy Wrocław
- 1957 – Wojskowy Klub Sportowy Śląsk Wrocław
- 1997 – Wrocławski Klub Sportowy Śląsk Wrocław Sportowa Spółka Akcyjna
- Wrocławski Klub Sportowy Śląsk Wrocław Spółka Akcyjna

## Játékoskeret
2022. szeptember 1. szerint.
| #  |     | Poszt | Név                   |
| -- | --- | ----- | --------------------- |
| 1  | POL | K     | Michał Szromnik       |
| 2  | POR | V     | Diogo Verdasca        |
| 4  | POL | V     | Łukasz Bejger         |
| 6  | ISL | V     | Daníel Leó Grétarsson |
| 7  | GER | CS    | John Yeboah           |
| 8  | DEN | KP    | Patrick Olsen         |
| 9  | ESP | CS    | Erik Expósito         |
| 10 | SPA | CS    | Caye Quintana         |
| 11 | POL | CS    | Dennis Jastrzembski   |
| 12 | POL | K     | Rafał Leszczyński     |
| 12 | POL | K     | Maks Boruc            |
| 15 | ESP | KP    | Matías Nahuel         |
| 16 | POL | KP    | Javier Hyjek          |
| 17 | CZE | KP    | Petr Schwarz          |
| 18 | POL | KP    | Karol Borys           |
| 19 | POL | V     | Patryk Janasik        |
| 20 | POL | KP    | Adrian Bukowski       |

| #  |     | Poszt | Név                |
| -- | --- | ----- | ------------------ |
| 23 | ESP | KP    | Víctor García      |
| 24 | POL | KP    | Piotr Samiec-Talar |
| 25 | POL | KP    | Marcel Zylla       |
| 26 | POL | V     | Kacper Radkowski   |
| 27 | POL | V     | Martin Konczkowski |
| 27 | POL | KP    | Przemysław Bargiel |
| 28 | POL | KP    | Michał Rzuchowski  |
| 30 | POL | K     | Józef Burta        |
| 31 | POL | KP    | Filip Gryglak      |
| 31 | POL | CS    | Jakub Lutostański  |
| 32 | POL | CS    | Sebastian Bergier  |
| 33 | POL | KP    | Adrian Łyszczarz   |
| 34 | POL | V     | Konrad Poprawa     |
| 36 | UKR | KP    | Jehor Macenko      |
| 38 | POL | K     | Oskar Mielcarz     |
| 41 | POL | V     | Oliwier Wypart     |

## Rajongók

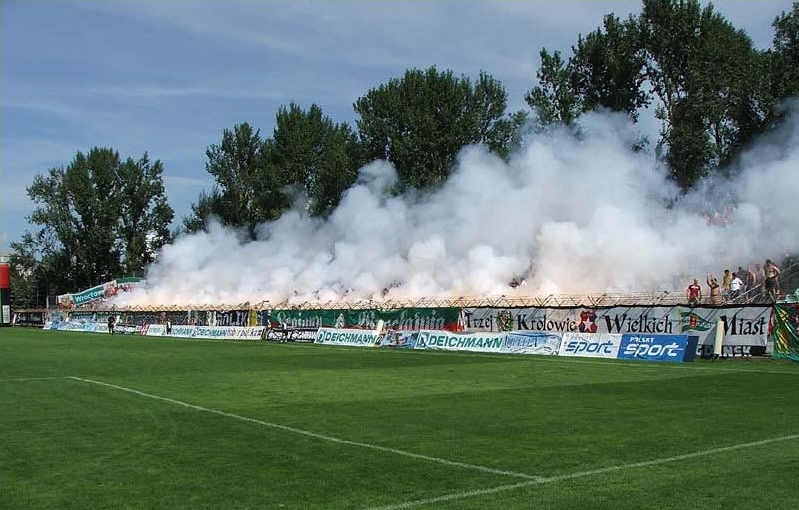
Stadion Oporowska 2003.
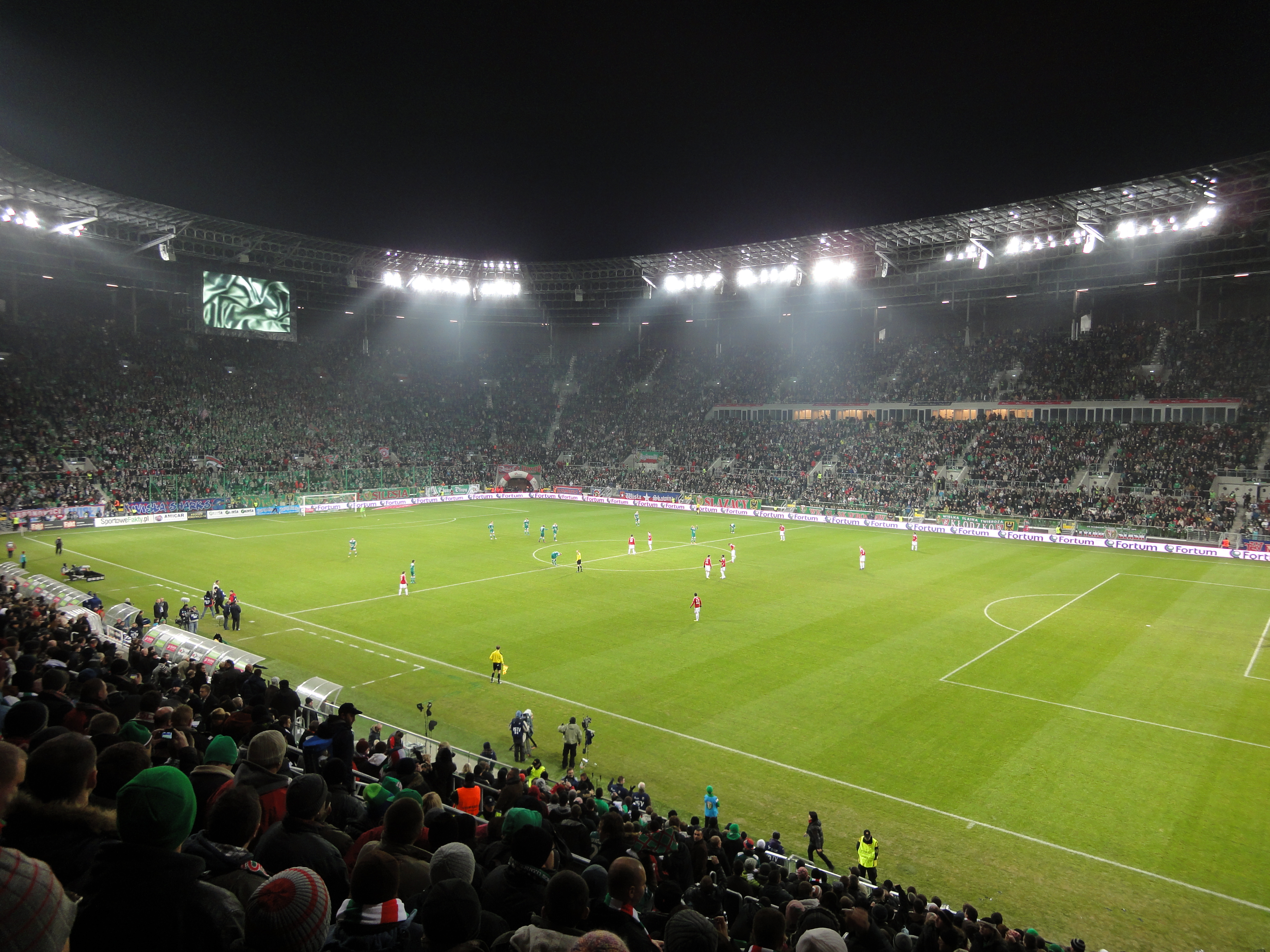
Śląsk Wrocław - Wisła Kraków SA (25.11.2011)
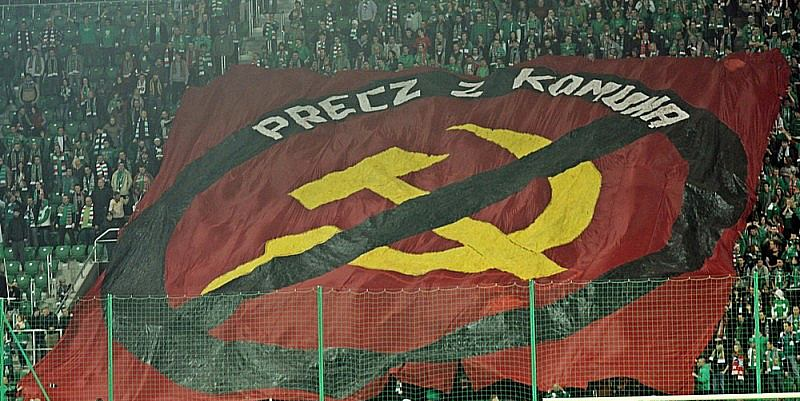
Le a kommunizmussal
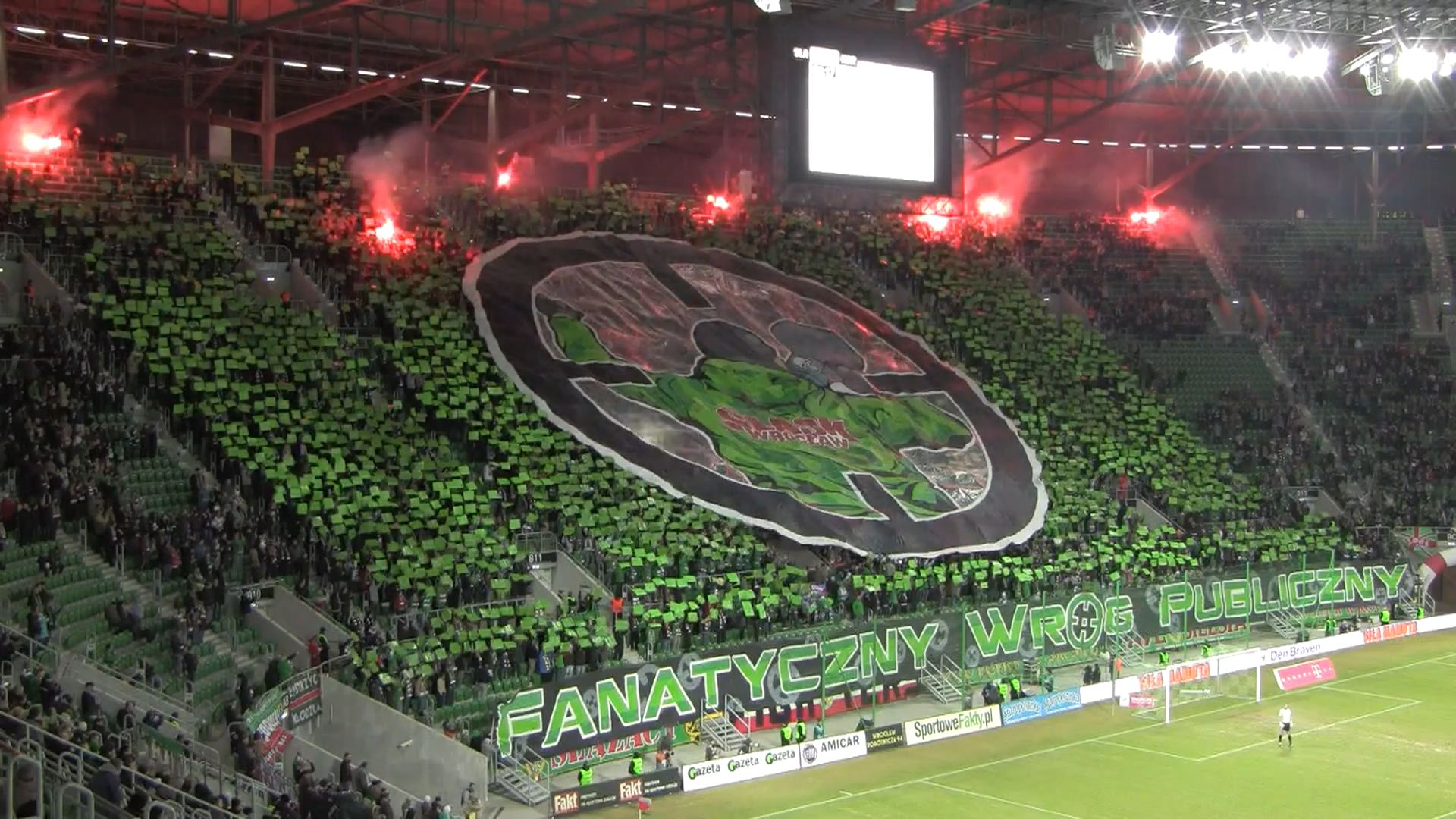
Śląsk Wrocław - Korona Kielce SA (11.03.2012)
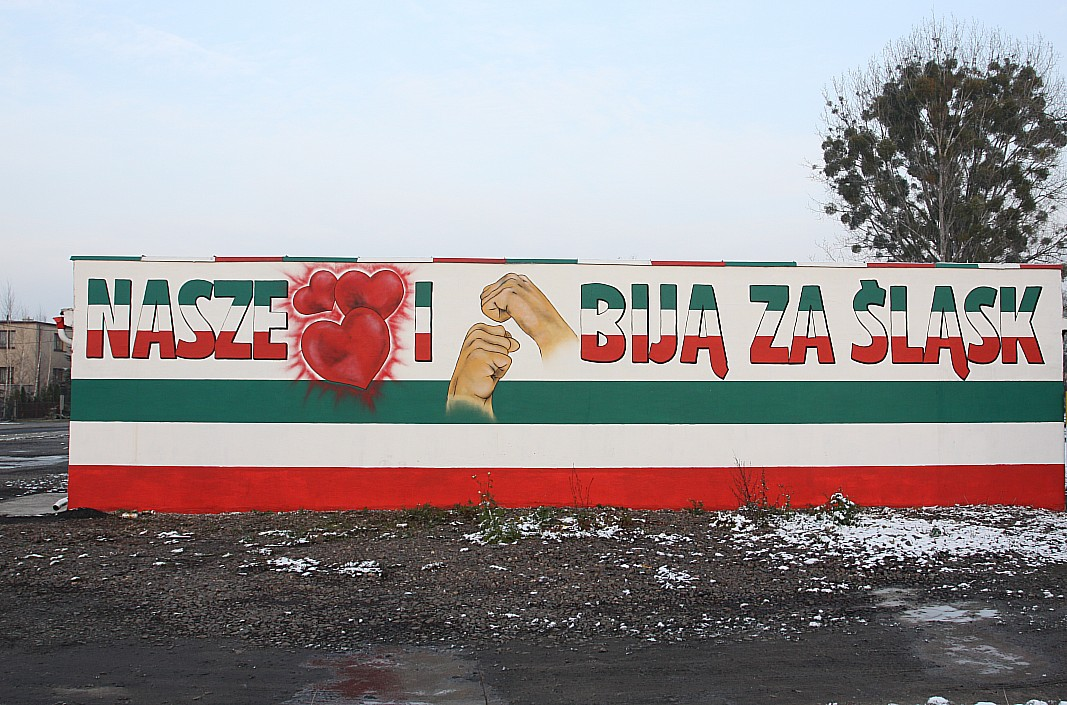
Graffiti